# Диблинг (Француска)
Диблинг (фр. Diebling) насеље је и општина у североисточној Француској у региону Лорена, у департману Мозел која припада префектури Форбаш.
По подацима из 2011. године у општини је живело 1653 становника, а густина насељености је износила 210,84 становника/km². Општина се простире на површини од 7,84 km². Налази се на средњој надморској висини од 200 метара (максималној 340 m, а минималној 225 m).

## Демографија
| 1962. | 1968. | 1975. | 1982. | 1990. | 1999. | 2011. |
| ----- | ----- | ----- | ----- | ----- | ----- | ----- |
| 1.181 | 1.265 | 1.489 | 1.583 | 1.709 | 1.629 | 1.653 |

График промене броја становника у току последњих година